# Kathedrale von Brentwood

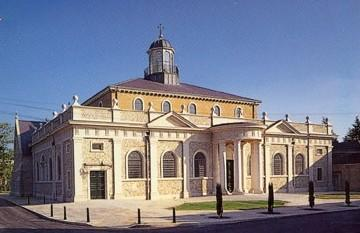
Kathedrale von Brentwood, Nordansicht, Portal

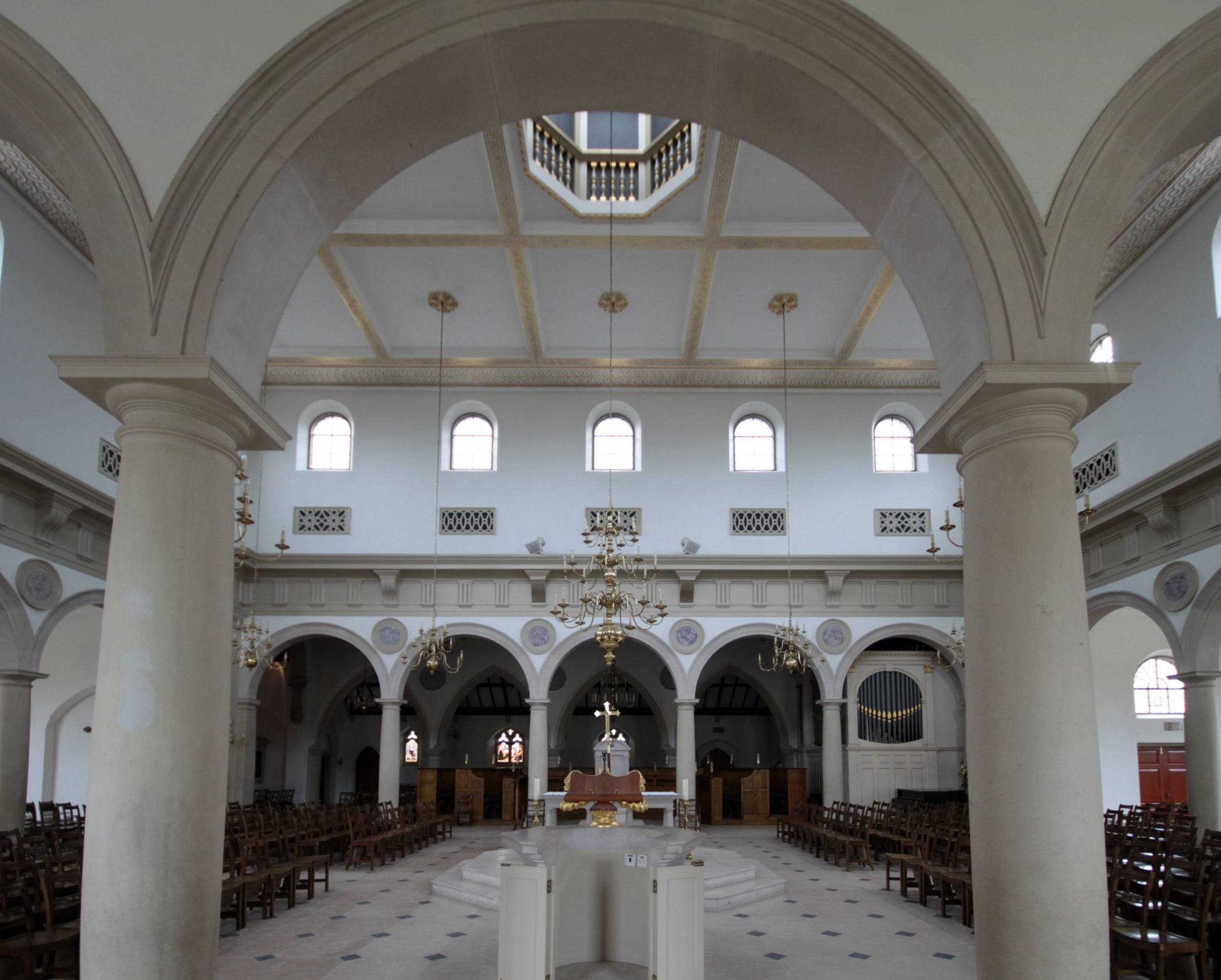
Inneres von Nordwesten (Portal): Ambo, Altar und Kathedra in einer Achse, dahinter quer angegliedert der neugotische Vorgängerbau

Die Kathedrale von Brentwood (Cathedral Church of St Mary and St Helen) in Brentwood in der ostenglischen Grafschaft Essex ist die Bischofskirche des römisch-katholischen Bistums Brentwood und Pfarrkirche der katholischen Ortsgemeinde. Sie wurde unter Einbeziehung einer neugotischen Vorgängerkirche 1989 bis 1991 nach Plänen des Londoner Architekten Quinlan Terry in Formen der italienischen Renaissance und des englischen Barock erbaut.

## Geschichte
Die erste nachreformatorische katholische Kirche in Brentwood wurde 1837 errichtet. Der Backsteinbau dient heute als Begegnungszentrum.
1861 wurde für die gewachsene Gemeinde neben der alten eine neue, größere Kirche aus Werkstein im neugotischen Stil erbaut, eine geostete dreischiffige Basilika mit Spitzhelmturm und rechteckigem Chor.
1917 wurde aus Gebietsteilen des Erzbistums Westminster das Bistum Brentwood gegründet. Die Pfarrkirche wurde zur Kathedrale erhoben. In den 1970er Jahren erhielt sie einen Erweiterungsbau aus Stahlbeton. Dieser wurde jedoch als unbefriedigend empfunden, und anonyme Großspender trugen die Geldmittel für den heutigen Bau zusammen, der am 31. Mai 1991 durch den Erzbischof von Westminster Kardinal Basil Hume geweiht wurde.

## Architektur und Ausstattung
Quinlan Terry griff für den Kathedralneubau mit klassischen Säulenordnungen, Dreiecksgiebeln, Pilastern und halbrundem Portikus so konsequent auf Stilformen des 16., 17. und 18. Jahrhunderts zurück, dass die tatsächliche Entstehungszeit auch für Fachleute erst auf den zweiten Blick erkennbar ist. Der Grundriss ist ein Rechteck im Seitenverhältnis 3:5. Der zweigeschossige, laternenbekrönte Hauptraum ist dreiseitig von eingeschossigen, mit weiten Rundarkaden abgetrennten Seitenschiffen umgeben; auf der vierten Seite im Süden entsprechen diesen das Mittel- und südliche Seitenschiff der alten Kirche, die nun den Chorraum bilden.
Im weiß und hellgrau gefassten Inneren befinden sich auf der kürzeren Achse vom Hauptportal zum alten Kirchraum die liturgischen Orte Ambo, Altar und Bischofsstuhl, alle ebenfalls im Stil des klassizistischen Barock. Die flache Decke, in deren Mitte sich die Laterne öffnet, ist reich mit Blattgoldornamenten verziert. Während im neugotischen Raum hinter Altar und Bischofsstuhl die Buntglasfenster aus dem 19. Jahrhundert ein farbiges Halbdunkel erzeugen, sind die Rundbogenfenster des Neubaus nach Vorbildern des 18. Jahrhunderts handgemachte Klarglasscheiben in Bleigitterstruktur, die das Tageslicht hell einfluten lassen. Von der Decke hängen große Messing-Kronleuchter. Zwischen den Seitenschiffbögen sind Rundreliefs mit den Stationen des Kreuzwegs von Raphael Maklouf angebracht.

### Orgel
Die Orgel wurde 1993 von dem Orgelbauer Percy Daniel in einem vorhandenen Orgelgehäuse erbaut. Das Instrument hat 49 Register auf drei Manualen und Pedal. Die Trakturen sind elektropneumatisch.
| I Positive Organ C–c4 |        |
| Gedeckt               | 8′     |
| Principal             | 4′     |
| Nazard                | 2 ⁄3′  |
| Block Flute           | 2′     |
| Tierce                | 1 3⁄5′ |
| Sifflet               | 1′     |
| Sharp Mixture III     |        |
| Corno di Bassetto     | 8′     |
| Trumpet               | 8′     |
| Fanfare Trumpet       | 8′     |
| Tremulant             |        |

| II Great Organ C–c4  |     |
| Double Open Diapason | 16′ |
| Open Diapason No.1   | 8′  |
| Open Diapason No.2   | 8′  |
| Clarabella           | 8′  |
| Dulciana             | 8′  |
| Principal            | 4′  |
| Harmonic Flute       | 4′  |
| Fifteenth            | 2′  |
| Mixture III          |     |
| Trumpet              | 8′  |
| Clarion              | 4′  |
| Corno di Bassetto    | 8′  |

| III Swell Organ C–c4 |     |
| Lieblich Bourdon     | 16′ |
| Geigen Principal     | 8′  |
| Lieblich Gedackt     | 8′  |
| Gamba                | 8′  |
| Voix Celeste         | 8′  |
| Geigen Principal     | 4′  |
| Flute                | 4′  |
| Fifteenth            | 2′  |
| Mixture II           |     |
| Contra Fagotto       | 16′ |
| Cornopean            | 8′  |
| Oboe                 | 8′  |
| Clarion              | 4′  |
| Tremulant            |     |

| Pedal Organ C–g1 |     |
| Acoustic Bass    | 32′ |
| Open Diapason    | 16′ |
| Violone          | 16′ |
| Bourdon          | 16′ |
| Principal        | 8′  |
| Bass Flute       | 8′  |
| Fifteenth        | 4′  |
| Octave Flute     | 4′  |
| Twenty-Second    | 2′  |
| Posaune          | 16′ |
| Contra Fagotto   | 16′ |
| Trumpet          | 8′  |
| Fanfare Trumpet  | 8′  |
| Clarion          | 4′  |